# Rocky Roberts
Rocky Roberts (* 23. August 1941 in Tanner, Alabama, als Charles Roberts; † 13. Januar 2005 in Rom) war ein amerikanisch-italienischer Sänger.

## Karriere
Roberts stammte aus Alabama, lebte später allerdings in Florida, wo er in die United States Navy eintrat. In der Navy machte er sich zunächst als Boxer einen Namen, bis Doug Fowlkes auf ihn aufmerksam wurde, der mit der Country-Band The Airedales in Key West aktiv war. Zusammen mit den Airedales sammelte Roberts erste Erfahrungen als Sänger. 1960 kam er mit der United States Sixth Fleet nach Juan-les-Pins in Frankreich und konnte dort auf der Twist-Welle einen Gesangswettbewerb gewinnen. Schließlich beschlossen Roberts und Fowlkes 1962, die Navy zu verlassen und sich in Frankreich im Musikgeschäft zu versuchen. Mit englischen Texten, rockiger Musik und dunklen Sonnenbrillen trat Rocky Roberts zusammen mit den Airedales zwei Jahre lang in Frankreich auf. Nach einem Misserfolg zog die Gruppe nach Italien weiter.
In Italien winkte Roberts und den Airedales bald der große Erfolg. 1966 erschienen gleich zwei Alben, außerdem steuerte die Band mit T-Bird die Titelmelodie zur populären Radiosendung Bandiera Gialla bei. Als Solist nahm Rocky Roberts 1967 an Festivalbar teil und gewann mit dem italienischsprachigen Lied Stasera mi butto. Die Single erreichte im Anschluss die Spitze der italienischen Charts. Im selben Jahr erschien das erfolgreiche Album Rocky Roberts & the Airedales a Sabato Sera, außerdem war Roberts in mehreren Musikfilmen zu sehen. 1968 legte er die Single Sono tremendo nach, doch er konnte nicht mehr an den Anfangserfolg anknüpfen. Es folgten weitere Filmauftritte, Veröffentlichungen und Teilnahmen am Sanremo-Festival 1969 sowie am Sanremo-Festival 1970. Danach blieb er international musikalisch aktiv, aber kehrte nicht mehr ins Rampenlicht zurück, bis er 2005 in Rom starb.
Rocky Roberts war auch in den Soundtracks der Italowestern Django (1966) und Halleluja… Amigo (1971) zu hören, wo er jeweils Lieder von Luis Bacalov interpretierte. Der Django-Titelsong fand knapp 50 Jahre später Eingang in den Soundtrack von Django Unchained (2013), womit Roberts postum eine Chartplatzierung in Deutschland gelang.

## Diskografie

### Studioalben
- 1966 – Rocky Roberts e gli Airedales
- 1966 – Rocky Roberts & The Airedales
- 1967 – Rocky Roberts & the Airedales a Sabato Sera
- 1968 – La dinamite nella voce
- 1969 – This Is Rocky Roberts
- 1970 – Recorded in USA
- 1978 – Un grande del Rhythm and Blues
- 1979 – Dangerous
- 1990 – Dedicated

### Singles
- 1962 – The Twist / Let’s Twist Again
- 1962 – Hit the Road Jack / New Orleans
- 1965 – T.Bird / Hitch Hike
- 1966 – Stop Pretending / Everybody Needs Somebody
- 1966 – Shot Gun / Any Ole Way
- 1966 – Buzz Buzz Buzz / Paper Rose
- 1966 – My Heart With Love / Leave My Kitten Alone
- 1967 – Got a Thing Doing / Don’t Play That Song
- 1967 – Gira gira / Got a Thing Doing
- 1967 – Stasera mi butto / Just Because of You
- 1967 – Dove credi di andare / Can’t Ask No More
- 1967 – Don’t Play That Song / Hey Joe
- 1967 – Stasera mi butto / Fammi un sorriso
- 1967 – Un giorno con te / Qui la gente sa vivere
- 1967 – Lasciami stare / Just don't know
- 1967 – Per conquistare te / Se c’è l’amore
- 1967 – If He Could / Lady Barbara
- 1967 – Jingle Bells / Silent Night
- 1968 – Ciao ciao ciao / Dietro-front
- 1968 – Sono tremendo / Se una sera
- 1969 – Le belle donne / Ma per fortuna
- 1969 – Ma non ti lascio / Appassionatamente
- 1970 – Accidenti / I Know You’ll Come Running Back
- 1970 – Victoria / Volare (Nel blu dipinto di blu)
- 1972 – L’amore mio per te / Io non ti crederò
- 1972 – Hold On to What You’ve Got / Do It Now
- 1972 – Girl of Mine / Leave the World
- 1972 – Che donna sei / È nell’aria
- 1972 – Faith (U-pa-ni-sha) / Can Be Done
- 1973 – Dov’è l’amor / Tu signora Jones
- 1974 – Mathusalem / Looking Back
- 1975 – Soul Music Is Back / Soul Music Is Back parte 2
- 1976 – Broadway / We Said Goodbye
- 1977 – That’s No Way / Abracadabra
- 1979 – You’re the Reason / Get Down

## Filmografie
- 1967: Una ragazza tutta d’oro – Regie: Mariano Laurenti
- 1967: Non mi dire mai goodbye – Regie: Gianfranco Baldanello
- 1967: Stasera mi butto – Regie: Ettore Maria Fizzarotti
- 1968: I ragazzi di Bandiera Gialla – Regie: Mariano Laurenti
- 1969: Il ragazzo che sorride – Regie: Aldo Grimaldi

## Belege
1. 1 2  Italian fans rave for ’Bama Singer. In: The Beaver County Times. 6. Mai 1970, S. 11 (Digitalisat).
2. ↑  Biografia di Rocky Roberts. In: Rockol.it. Abgerufen am 27. Dezember 2020 (italienisch).
3. ↑  Guido Racca: M&D Borsa Album 1964-2019. Selbstverlag, 2019, ISBN 978-1-09-470500-2, S. 266.
4. ↑  Guido Racca: M&D Borsa Singoli 1960-2019. Selbstverlag, 2019, ISBN 978-1-09-326490-6, S. 367.
5. ↑  Songs von Rocky Roberts. In: Austriancharts.at. Hung Medien, abgerufen am 27. Dezember 2020.
6. ↑  Rocky Roberts. In: Offizielle Deutsche Charts. GfK Entertainment, abgerufen am 27. Dezember 2020.

| Personendaten    | Personendaten                      |
| ---------------- | ---------------------------------- |
| NAME             | Roberts, Rocky                     |
| ALTERNATIVNAMEN  | Roberts, Charles (wirklicher Name) |
| KURZBESCHREIBUNG | amerikanisch-italienischer Sänger  |
| GEBURTSDATUM     | 23. August 1941                    |
| GEBURTSORT       | Tanner, Alabama                    |
| STERBEDATUM      | 13. Januar 2005                    |
| STERBEORT        | Rom                                |